# Liste des instituts de la faculté de droit de l'université Jean-Moulin-Lyon-III
La faculté de droit de l'université Jean-Moulin-Lyon-III comprend sept instituts spécialisés étant simultanément des organismes de recherche et de formation.
- Institut des assurances de Lyon (IAL)
- Institut du droit de l’art et de la culture (IDAC)
- Institut de droit comparé Édouard-Lambert (IDCEL)
- Institut de droit et d’économie des affaires (IDEA)
- Institut d’études judiciaires (IEJ)
- Institut de droit patrimonial et immobilier (IDPI, ex-Idiab)
- Institut de formation et de recherche sur les organisations sanitaires et sociales (IFROSS)[1]